# دل شانون
دل شانون (بالإنجليزية: Del Shannon)‏ هو مغن مؤلف ومغني وكاتب أغاني وعازف قيثارة وموسيقي أمريكي، ولد في 30 ديسمبر 1934 في كوبيرسفيل في الولايات المتحدة، وتوفي في 8 فبراير 1990 في سانتا كلاريتا في الولايات المتحدة.

## وصلات خارجية
- الموقع الرسمي
- دل شانون على موقع IMDb (الإنجليزية)
- دل شانون على موقع الموسوعة البريطانية (الإنجليزية)
- دل شانون على موقع روتن توميتوز (الإنجليزية)
- دل شانون على موقع ميوزك برينز (الإنجليزية)
- دل شانون على موقع إن إن دي بي (الإنجليزية)
- دل شانون على موقع أول ميوزيك (الإنجليزية)
- دل شانون على موقع ديسكوغز (الإنجليزية)
- دل شانون على موقع قاعدة بيانات الفيلم (الإنجليزية)